# Saison 2014 des White Sox de Chicago
La saison 2014 des White Sox de Chicago est la 114e saison en Ligue majeure de baseball pour cette franchise.
L'année marque le dernier tour de piste du joueur de premier but étoile Paul Konerko, qui prend sa retraite après 18 saisons, les 16 dernières avec les White Sox. Malgré l'arrivée de la recrue José Abreu et une autre excellente saison de leur as lanceur Chris Sale, les White Sox enregistrent une 2e saison perdante consécutive et prennent le 4e rang de la division Centrale de la Ligue américaine avec 73 victoires et 89 défaites. Ils remportent tout de même 10 victoires de plus qu'en 2013.

## Contexte
Les White Sox glissent en 2013 de la 2e à la 5e et dernière place de la division Centrale de la Ligue américaine en perdant 22 matchs de plus que l'année précédente. Leur fiche de 63 victoires et 99 défaites est la 2e moins bonne de l'Américaine et 3e moins bonne des Ligues majeures. C'est leur moins bonne performance depuis la saison 1970.

## Intersaison

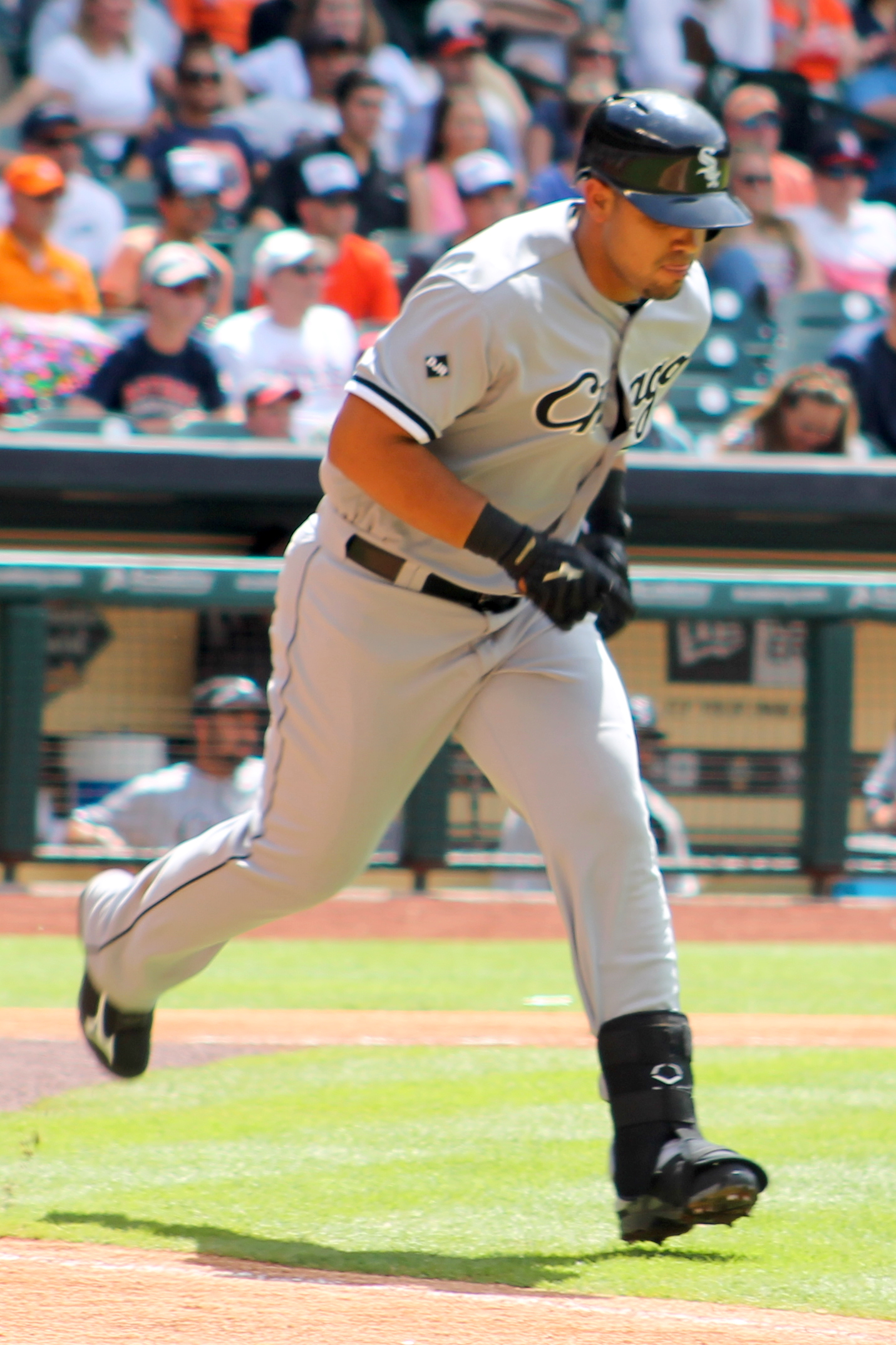
José Abreu fait son entrée dans les majeures avec les White Sox de Chicago en 2014.

Le vétéran joueur de premier but et capitaine des White Sox, Paul Konerko, signe un nouveau contrat d'un an avec l'équipe, mettant de côté ses plans de retraite et se préparant, à l'aube de ses 38 ans, à une 16e saison avec le club.
Les White Sox mettent sous contrat un joueur prometteur le 29 octobre 2013 : le défecteur cubain José Abreu signe une entente de 68 millions de dollars US pour 6 saisons. Chicago prévoit le faire jouer au premier but en 2014, pour utiliser Konerko et Adam Dunn en alternance au poste de frappeur désigné.
Le 9 décembre 2013, les White Sox mettent sous contrat pour un an le lanceur partant droitier Felipe Paulino, un agent libre qui a raté toute la saison 2013 des Royals de Kansas City après une opération au coude droit.
Le 10 décembre, les White Sox concluent une transaction à 3 clubs avec les Diamondbacks de l'Arizona et les Angels de Los Angeles. Ils transfèrent alors le lanceur gaucher Hector Santiago aux Angels et reçoivent des Diamondbacks le voltigeur Adam Eaton. Six jours plus tard, les Sox échangent en Arizona leur stoppeur Addison Reed et obtiennent en échange un joueur d'avenir, le troisième but des ligues mineures Matt Davidson.
Le releveur Ronald Belisario, anciennement des Dodgers de Los Angeles, signe le 19 décembre un contrat d'une saison avec les White Sox.
Le 23 décembre, le joueur de troisième but Brent Morel est perdu au ballottage et réclamé par les Blue Jays de Toronto.

## Calendrier pré-saison
L'entraînement de printemps 2014 des White Sox se déroule du 28 février au 28 mars.

## Saison régulière
La saison régulière de 162 matchs des White Sox débute le 31 mars par la visite des Twins du Minnesota et se termine le 28 septembre suivant.

### Classement
| Ligue américaine (Division Centrale) | V  | D  | %    | Diff. | Diff. (séries) |
| ------------------------------------ | -- | -- | ---- | ----- | -------------- |
| Tigers de Détroit                    | 90 | 72 | ,556 | -     | -              |
| Royals de Kansas City                | 89 | 73 | ,549 | 1     | +1             |
| Indians de Cleveland                 | 85 | 77 | ,525 | 5     | 3              |
| White Sox de Chicago                 | 73 | 89 | ,451 | 17    | 15             |
| Twins du Minnesota                   | 70 | 92 | ,432 | 20    | 18             |

### Avril
- 19 avril : Fin de la série, amorcée le 31 mars, de 17 matchs avec au moins un coup sûr d'Alexei Ramírez, qui établit un nouveau record des White Sox pour amorcer une saison, éclipsant la séquence de 15 matchs de Frank Thomas pour commencer la saison 1996[15],[16].
- 27 avril : Avec 4 points produits pour les White Sox de Chicago contre les Rays de Tampa Bay, José Abreu devient le premier joueur de l'histoire à connaître 4 matchs de 4 points produits ou plus à ses 26 premières parties dans les majeures et il établit le nouveau record de points produits au cours d'un premier mois dans les majeures, abattant la marque de 27 établie par Albert Pujols avec Saint-Louis en 2001[17]. Il établit aussi un record des majeures pour le plus grand nombre de circuits en avril par un joueur recrue et le record de franchise pour le plus grand nombre de circuits dans le même mois par un joueur des White Sox[17].

### Mai
- 5 mai : José Abreu des White Sox est élu joueur du mois d'avril 2014 et meilleure recrue de ce mois dans la Ligue américaine. Huitième joueur à recevoir ces deux honneurs pour un même mois, il est le premier de la Ligue américaine à les gagner au cours de son premier mois complet dans les majeures et le second au total après que son compatriote cubain Yasiel Puig ait réalisé la chose en juin 2013 dans la Ligue nationale[18].

### Juillet
- 2 juillet : José Abreu devient le premier joueur des White Sox à recevoir deux fois l'honneur de meilleure recrue du mois de la Ligue américaine, acceptant l'honneur pour juin après l'avoir reçu en avril[19].

### Août
- 4 août : José Abreu des White Sox est nommé recrue du mois et joueur du mois de juillet dans la Ligue américaine. C'est la seconde fois, après avril, qu'il cumule les deux honneurs et la 3e fois de l'année qu'il est meilleure recrue du mois[20].

### Septembre
- 27 septembre : Contre Kansas City, José Abreu établit un nouveau record de circuits pour un joueur recrue des White Sox avec son 36e, un de plus que Ron Kittle à sa première année, en 1983[21].